# W9 (Kernwaffe)

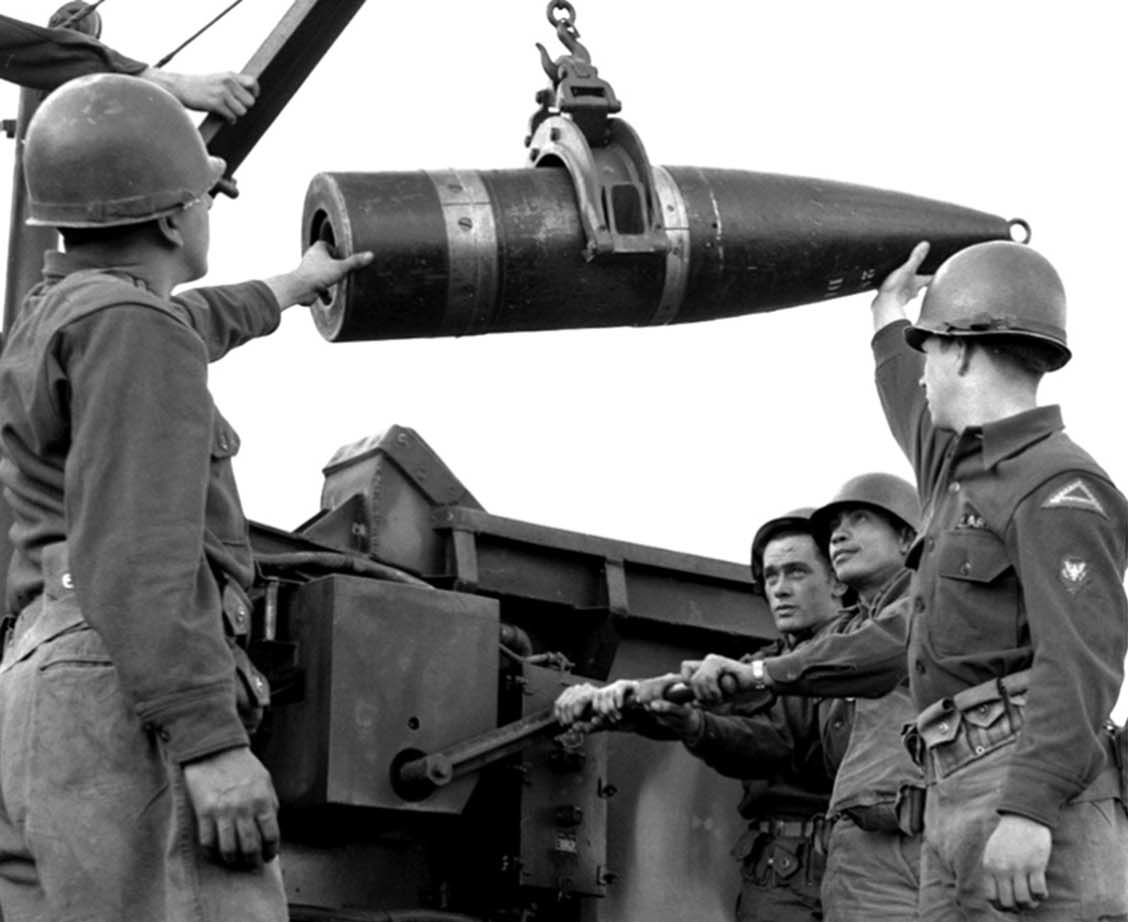
W9 280 mm Artilleriegranate

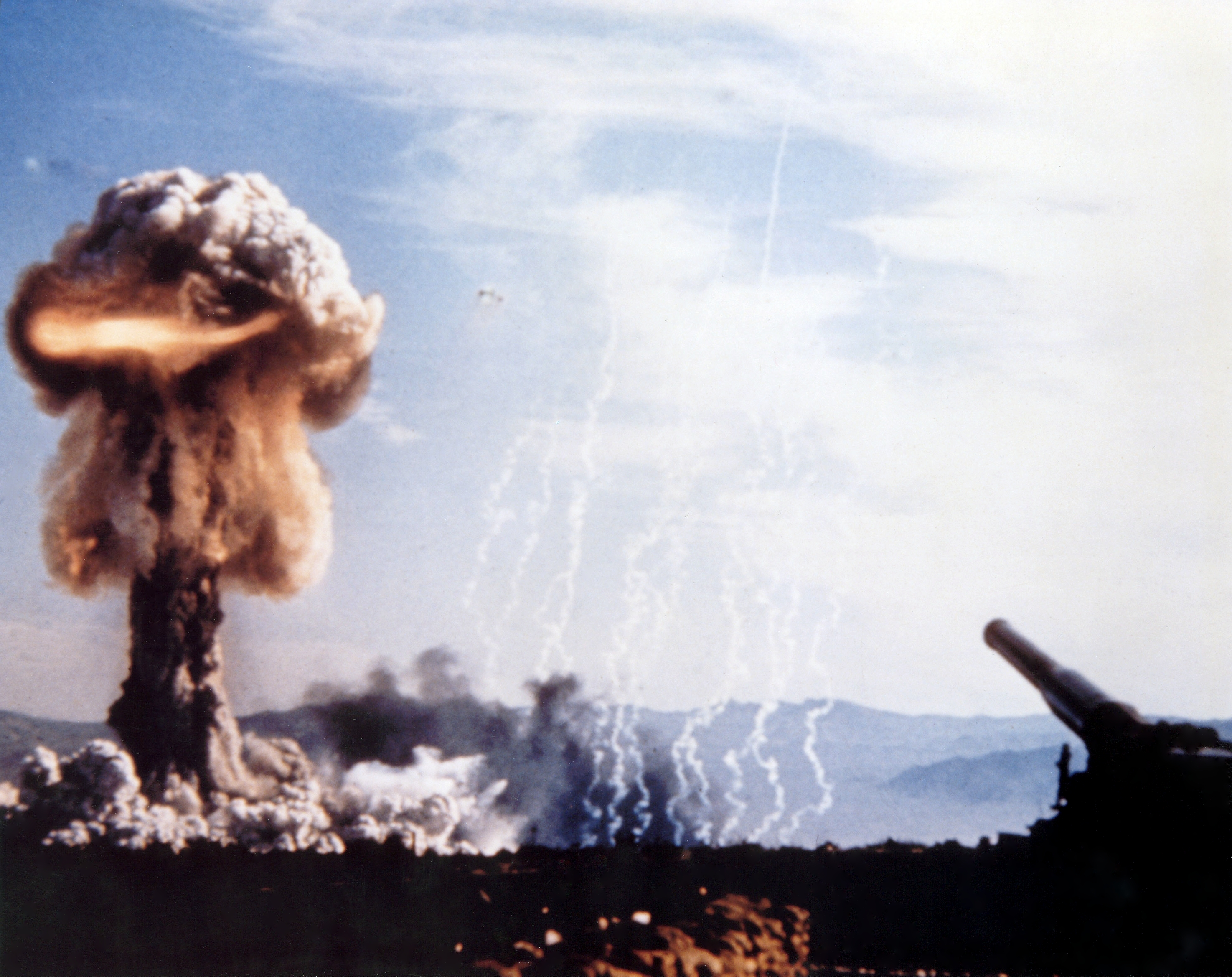
Test einer nuklearen Artilleriegranate des Typs W9 während der Operation Upshot-Knothole Grable (1953). Die Granate hatte eine Sprengkraft von 15 kt TNT, was in etwa der Größenordnung der ersten militärisch eingesetzten Atombombe Little Boy, die über Hiroshima abgeworfen wurde, entspricht.

Die W9 war eine US-amerikanische nukleare Artilleriegranate, die aus speziellen Haubitzen des Typs M65 mit einem Kaliber von 280 mm abgefeuert werden konnte.

## Aufbau
Die W9 war ein Gun-Type-Fissionssprengsatz. Insgesamt wurde für den nuklearen Sprengkörper eine Menge von 50 kg hochangereicherten Urans in einer ringförmigen Anordnung und einer kleineren Kugel verwendet. Diese Kugel wurde in einem Rohr durch einen konventionellen Sprengsatz auf die ringförmige Anordnung geschossen, die dadurch ihre kritische Masse erreichte.

## Produktion und Indienststellung
Die Produktion der Granaten wurde 1952 aufgenommen. Schon im Jahre 1957 wurden sie wieder außer Dienst gestellt. Die Sprengsätze der W9-Einheiten wurden ab 1957 für die Herstellung von kleineren, durch die Infanterie bewegbaren, T-4 Atomic Demolition Munitions verwendet. W19 und W23 sind Weiterentwicklungen des W9-Gefechtskopfes.

## Tests

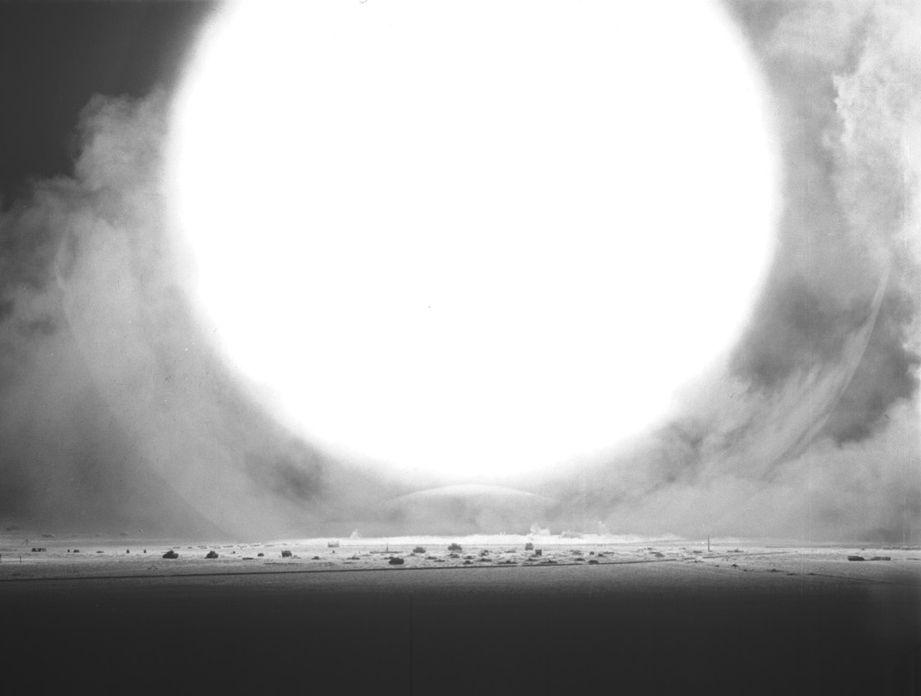
Durch einen Zeitzünder explodiert Grable in der Luft

Ein W9-Gefechtskopf, Codename Grable, wurde bisher nur einmal während der Operation Upshot-Knothole am 25. Mai 1953 zur Detonation gebracht. Er erreichte eine Wirkung von 15 kt TNT.

## Technische Daten
- Durchmesser: 280 mm (11 Zoll)
- Länge: 138 cm (55 Zoll)
- Masse: 364 kg (850 lb)
- Sprengkraft: 15 kt TNT

(Die nichtmetrischen Angaben beziehen sich auf die Daten des US-amerikanischen Militärs.)

## Einsatz
Die W9 war eine taktische Kernwaffe. Als solche war sie zur Bekämpfung feindlicher Truppenkonzentrationen ausgelegt. Damit war sie insbesondere für den Kampf gegen die damals quantitativ überlegenen Bodentruppen der Sowjetunion geeignet. Ein Einsatz gegen feindliche Nachschublinien war aufgrund ihrer begrenzten Reichweite nur eingeschränkt möglich.